# Мелос (с Кипра)
Мелос (др.-греч. Μῆλος) — имя двух персонажей древнегреческой мифологии, отца и сына. Старший Мелос был делосцем, который бежал на Кипр к царю Киниру. Кинир дал ему в жены свою родственницу Пелею и сделал его товарищем своего сына Адониса. Сыном Мелоса был Мелос-младший, который был воспитан в святилище Афродиты.
После гибели Адониса старший Мелос от горя повесился на дереве, и его жена последовала его примеру. Афродита превратила его в яблоко (μῆλον), а его жену — в голубку (πέλεια). Мелос-младший по указанию богини вывел колонию на Делос, где основал город Мелос. Он впервые приучил поселенцев стричь овец и изготавливать одежду из их шерсти, почему овцы (μῆλα) и названы его именем.
На звуковое сходство в названии яблок и овец обращают внимание и другие источники. Голуби же во многих текстах связаны с Афродитой (ср. также пелиады).